# Portchester Castle
Portchester Castle er en middelalderborg, der blev opført inden for murene af et romerske saksisk kystforter, kaldet Portus Adurni, ved Portchester øst for Fareham i Hampshire, England.
Keepet blev sandsynligvis opført i slutningen af 1000-tallet som en borg til baronen og Portchester, og den blev overtaget af kronen i 1154. Kongen kontrollerede borgen i adskillige århundreder og det var blandt Johan uden lands yndlings jagtslotte. Det blev belejret og erobret af franskmændene i 1216 inden det blev generobret af englænderne kort efter. Herefter forblev fæstningen under engelsk kontrol.
Den er anlagt med overblik over Portsmouth Harbour, og i middelalderen var Portchester en af landets vigtigste havne. Borgen var udgangspunkt for adskillige krigstogter i Frankrig ledet af engelske konger. Forventningen om en fransk invasion i begyndelsen af 1300-tallet fik Edvard 2. til at bruge £1.100 på at reparara og forstærke Portchester Castle. En plan om at afsætte Henrik 5. blev opdaget og de skyldige blev fanget ved Portchester; begivenhederne er dramatiseret i Shakespeares skuespil Henrik 5.. Senere i borgens historie blev den brugt som fængsel.
I dag er Portchester Castle klassificeret som Scheduled Ancient Monument og listed building af første grad. Borgen har været ejet af Southwick Estate siden 1600-tallet men drives English Heritage, og den er åben for besøgende hele året.